# Star Wars: Darth Bane: Path of Destruction
Star Wars: Darth Bane: Path of Destruction es una novela de ciencia ficción escrita por Drew Karpyshyn, publicada en 2006 por la editorial Del Rey, un sello de la editorial Random House. El libro todavía no ha sido traducido al castellano, el título se podría traducir como Star Wars: Darth Bane: Camino de destrucción.

## Contexto
El libro forma parte de lo que se conoce como Universo expandido dentro de Star Wars. La historia se ambienta unos mil años antes de los sucesos acontecidos en Star Wars: Episode IV - A New Hope, en la época de la Vieja República.
Este libro narra parte de los sucesos ya contados en el cómic Jedi contra Sith del año 2001, si bien hay algunas inconsistencias entre uno y otro, aunque tengan el mismo desenlace.

## Argumento
El libro narra la juventud de Darth Bane antes de convertirse en Sith.
La historia comienza en las minas de cortosis del planeta Apatros; allí trabaja Dessel, un chico que sufre maltrato infantil por parte de su padre, Hurst, quien lo culpa de la muerte de su mujer. Frecuentemente le llama “Bane of his existance” (la ruina de su existencia).
Dessel, abreviado Des, es poderoso en la Fuerza y sin saber manejarla provoca una parada cardiorrespiratoria a su padre quedando huérfano.
Dessel tiempo más tarde mata en defensa propia tras una partida de sabacc a un miembro de una nave republicana y huye de Apatros, enrolándose en el ejército Sith “Brotherhood of Darkness” (Hermandad de la Oscuridad). En el ejército, destaca en las batallas y su uso de la Fuerza llama la atención de Lord Kopecz quien lo envía a la academia del Lado Oscuro del planeta Korriban.
Allí toma el nombre de Bane y comienza a aprender el camino de los Sith de la mano de maestros como Qordis, Kas'im, Orilltha, Shenayag, Hezzoran, y Borthis.
Tras una pérdida y posterior recuperación de fe en el camino Sith parte hacia el planeta Lehon, donde cree que existieron los primeros usuarios del Lado Oscuro, allí encuentra el holocrón de Darth Revan con el que aprende técnicas ya olvidadas, destruye la antigua orden Sith en Nuevas Guerras Sith y establece una nueva sobre la base de un precepto, la “regla de los dos”, solo dos Lores del Sith, un maestro y un aprendiz, deben existir a la vez (uno para tener el poder y el otro para desearlo), además antepone a su nombre el abandonado título de "Darth".

## Personajes

### Darth Bane
Darth Bane fue uno de los más grandes Lores del Sith. La novela narra su ascenso desde su niñez.

### Otros personajes
En la novela aparecen otros personajes aunque el protagonista absoluto es Darth Bane. Entre los personajes secundarios se pueden encontrar:
- Githany; un Jedi que abandono la orden y se unió a los Sith.
- Kas'im; maestro de esgrima Sith.
- Kaan; Lord del Sith, líder de “Brotherhood of Darkness”.
- Kopecz; Lord del Sith.
- Sirak; aprendiz Sith apprentice.
- Hoth; Caballero Jedi, líder del ejército de la luz.
- Qordis; Director de la academia Sith.

## Trilogía
La novela forma parte de la trilogía de “Darth Bane” junto con las novelas Star Wars: Darth Bane: Rule of two y Star Wars: Darth Bane: Dynasty of Evil.